# Janne Ahonen
Janne Petteri Ahonen [ˈjɑnːɛ ˈɑhɔnɛn] ⓘ (* 11. Mai 1977 in Lahti) ist ein ehemaliger finnischer Skispringer und Motorsportler.
1997 wurde er Weltmeister auf der Normalschanze. Bei der WM 2005 in Oberstdorf gewann er auf der Großschanze und holte die Bronzemedaille auf der Normalschanze. Mit der finnischen Mannschaft wurde er 1995, 1997 und 2003 Weltmeister. Somit ist er mit fünf WM-Titeln in Einzel- und Mannschaftsspringen, sowie drei Silber- und zwei Bronzemedaillen, der erfolgreichste Skispringer in der Geschichte der Weltmeisterschaften. Bei den Olympischen Winterspielen 2002 und Olympischen Winterspielen 2006 holte er jeweils mit dem Team die Silbermedaille. 1998/99, 2002/03, 2004/05, 2005/06 und 2007/08 gewann er die prestigeträchtige Vierschanzentournee. Den Sieg von 2005/06 teilte er sich mit dem punktgleichen Jakub Janda. Seit 2007/08 ist er mit fünf Tourneesiegen erfolgreichster Teilnehmer vor Jens Weißflog. Janne Ahonen gewann zweimal den Gesamtweltcup (Saison 2003/04 und 2004/05).
Er gilt damit als einer der besten Skispringer aller Zeiten und als bester finnischer Skispringer neben Matti Nykänen.
Janne Ahonen nimmt seit 2003 mit seinem Ahonen Racing Team – ART auch an Dragsterrennen teil, seit 2006 in der Königsklasse Top Fuel, wobei er 2012 in 4,044 Sekunden auf 476,19 km/h beschleunigte.

## Werdegang

### 15 Jahre an der Weltspitze
Seinen ersten Weltcupsieg errang er am 19. Dezember 1993 in Engelberg. Seither erreichte er zahlreiche Podiumsplatzierungen bei allen großen Wettbewerben und insgesamt 36 Weltcupsiege, womit er den sechsten Rang in der ewigen Bestenliste einnimmt. Mit 108 Podestplätzen bei Einzelwettbewerbe im Weltcup hielt Ahonen lange einen Rekord, den Stefan Kraft jedoch am 21. Januar 2024 brach. Mit seinem Sieg in Innsbruck am 3. Januar 2005 gewann er als erster Skispringer sechs Weltcupspringen in Folge; beim Springen in Titisee-Neustadt am 22. Januar 2005 stellte er mit zwölf Siegen in einer Weltcupsaison einen neuen Rekord auf, der jedoch in der Saison 2008/09 von Gregor Schlierenzauer mit 13 Saisonsiegen überboten wurde.
Im Jahr 2000 gewann Ahonen den Grand Prix und stellte dabei den bis heute gültigen Rekord von 705 Saisonpunkten auf.
Am 20. März 2005 gelang ihm beim Skifliegen in Planica der bis dahin weiteste Sprung eines Skispringers auf 240 Meter. Da er diesen Sprung aber nicht stehen konnte, zählte weiterhin der Weltrekord von Bjørn Einar Romøren über 239 Meter.
Nach seinen erneut medaillenlosen Einzelspringen bei Olympia konnte er bis zur Saison 2007/08 nicht mehr an seine Topleistungen anknüpfen. Die Saison 2006/07 beendete er ohne einen Podestplatz auf dem achten Rang im Gesamt-Weltcup. Im Skisprungwinter 2007/08 feierte Janne Ahonen mit vier Siegen und insgesamt neun Podestplatzierungen im Weltcup ein Comeback. Dieses wurde mit seinen zwei Siegen in Bischofshofen am 5. und 6. Januar 2008 und damit dem Gewinn der Vierschanzentournee 2007/08 gekrönt. Bei der Skiflug-Weltmeisterschaft 2008 konnte er die Bronzemedaille im Einzel sowie die Silbermedaille im Teamwettbewerb gewinnen.
Am 26. März 2008 gab Ahonen in einer Pressekonferenz das Ende seiner aktiven Laufbahn bekannt, wurde jedoch zwei Tage später in Kuusamo noch Finnischer Meister. Ab November 2008 arbeitete er beim finnischen Fernsehen als Experte.

### Erstes Comeback
Am 8. März 2009 gab Janne Ahonen sein Comeback für die Skisprung-Saison 2009/10 bekannt. Bei den finnischen Meisterschaften am 19. September 2009 in Lahti gewann er von der Großschanze sowie mit der Mannschaft von Lahden Hiihtoseura den Titel. Sein größter Erfolg bei seinem ersten Comeback war der zweite Platz bei der Vierschanzentournee 2009/10 hinter Andreas Kofler. Bei den olympischen Winterspielen 2010 in Vancouver belegte er Platz vier auf der Normalschanze. Nach einer enttäuschenden Saison 2010/11 trat er zum zweiten Mal zurück.

### Zweites Comeback
Am 10. Januar 2013 verkündete Ahonen, ein erneutes Comeback zu planen. Ziel seien die Olympischen Winterspiele 2014. In einem Interview sagte er, dass ihm die zahlreichen Materialveränderungen entgegenkämen und er deshalb zuversichtlich das Comeback starte. Von Cheftrainer Pekka Niemelä erhielt Ahonen entgegen den Erwartungen einen Platz im A-Kader. Bei einem ersten nationalen Wettkampf in Rovaniemi wurde Ahonen Fünfter, wenige Tage später feierte er in Vuokatti seinen ersten Sieg nach seinem zweiten Comeback. In den internationalen Sommer-Grand-Prix startete Ahonen mit einem siebten Platz in Hinterzarten, kurz darauf gewann er in Einsiedeln erstmals ein Qualifikationsspringen. Am 3. Oktober 2013 konnte er mit dem dritten Platz in Klingenthal seine erste Podiumsplatzierung in einem Grand-Prix-Springen seit mehr als sechs Jahren erringen. Bei den Olympischen Spielen wurde er von der Großschanze Elfter, landete von der Normalschanze auf Platz 27 und belegte Platz 8 im Mannschaftsspringen.
Im Winter 2014/15 nahm er zunächst nur an den beiden Springen im finnischen Kuusamo am 28. und 29. November teil, bei denen er die Plätze 29 und 32 belegte. Nachdem er für die Vierschanzentournee nicht nominiert worden war, verpflichtete er im Dezember 2014 Hannu Lepistö als Privattrainer.

### Drittes Comeback
Ahonen stieg zum Wochenende 28./29. Januar 2017 erneut in den Weltcup ein, als er bei den Bewerben in Willingen auf der HS145 vorerst als Schlussspringer des finnischen Teams im Teambewerb antrat, wobei mit Rang 7 noch vor der japanischen Mannschaft ein Achtungserfolg gelang, im Einzelwettbewerb kam er auf Rang 21. In der Folge qualifizierte er sich für die Olympischen Winterspiele 2018 und nahm damit als zweiter Skispringer nach Noriaki Kasai (8 Teilnahmen) zum siebenten Mal an Olympischen Wettkämpfen teil. Dies gelang bis heute keinem finnischen Athleten. In Pyeongchang trug Ahonen, wie bereits 20 Jahre zuvor in Nagano, während der Eröffnungszeremonie die finnische Flagge.
Am 27. Oktober 2018 beendete Ahonen seine Karriere endgültig.
Im Januar 2022 startete Ahonen spontan bei den finnischen Meisterschaften und belegte hinter Antti Aalto und Eetu Nousiainen den dritten Rang. Für die Olympischen Winterspiele 2022 wurde er als TV-Experte angekündigt.
Im Zuge das Anzugskandals bei der Nordischen Ski-WM 2025 gestand Ahonen, während seiner Laufbahn selbst irreguläre Sprunganzüge genutzt zu haben.

## Privatleben
Janne Ahonen ist der Sohn von Keijo und Maarit Ahonen, geb. Ferm. Sein Vater arbeitete als Fahrzeugpolsterer, die Mutter war bis zu Jannes Geburt in einer Buchhandlung beschäftigt. Sie stammte aus Vääksy, wo ihre Eltern eine Gärtnerei betrieben. Erkki Ferm, Jannes Großvater, starb zwei Wochen vor dessen Geburt bei einem Verkehrsunfall. Etwa vier Jahre nach Janne kam sein jüngerer Bruder Pasi zur Welt. Beide waren in ihrer Kindheit mit Jani, dem Sohn des Profifußballers Pertti Jantunen, befreundet. Zu Jannes Klassenkameraden zählte auch der spätere Eishockeyspieler Toni Lydman.
Die Ahonen-Brüder sowie Tami Kiuru gerieten im Jahr 2000 in den Fokus der Medien, nachdem sie die Unterstützerliste eines in Parteigründung befindlichen rechtsradikalen Vereins unter Leitung des Neonazis Väinö Kuisma unterzeichnet hatten. Janne Ahonen gab an, dies sei lediglich geschehen, um nicht weiterhin von Kuisma belästigt zu werden.
Janne Ahonen und seine Ehefrau Tiia, geb. Jakobsson, die er bereits seit seiner Kindheit kennt, heirateten am 24. Juli 2004 in der Kirche von Hollola. Die beiden haben zwei gemeinsame Söhne namens Mico Petteri (* 27. November 2001) und Milo Petteri (* 9. Juni 2008), die Familie lebte in Karjusaari bei Lahti. Mico Ahonen ist mittlerweile selbst als Skispringer aktiv. Im Jahr 2025 trennte sich das Ehepaar.
Im Sommer 2009 veröffentlichte Ahonen unter Zusammenarbeit mit dem Journalisten Pekka Holopainen eine Autobiografie, die durch ihre Einblicke in die Welt des Skispringens in Finnland für große Aufregung sorgte. Unter anderem berichtet Ahonen von den radikalen Diäten und Alkoholeskapaden. So habe er im März 2005 am Vorabend seines 240-Meter-Fluges in Planica zusammen mit Risto Jussilainen 24 Dosen Bier geleert und war am folgenden Tag dennoch 240 m weit gesprungen, was Weltrekord bedeutet hätte, wenn er bei der Landung nicht gestürzt wäre. Aus Angst vor der Entdeckung seines Restalkohols habe er sich anschließend strikt geweigert, ins Krankenhaus gebracht zu werden. Pasi Ahonen, der im Laufe der Jahre zahlreiche Sprünge seines Bruders aufzeichnete und analysierte, bestritt seinerzeit die offiziell angegebene Weite und schätzt diese vielmehr auf 244 m. Einer wissenschaftlichen Untersuchung zufolge wäre Ahonen, hätte er den Sprung nicht abgebrochen, bei einer Weite von 254 m gelandet, die er aber nicht hätte stehen können. Anhand von Pasis Aufzeichnungen zweifelte Janne Ahonen auch die wenige Wochen zuvor in Willingen festgelegte Weite von 152 m an und schätzte den Sprung auf 155 m. Diese Weite wurde auch vom Fernsehsender RTL vermeldet.
Im Jahr 2022 nahm Ahonen an der Sendung Masked Singer Suomi teil. Im selben Jahr sprach er öffentlich darüber, alkoholabhängig zu sein und kurz nach den finnischen Landesmeisterschaften 2022 einen Rückfall erlitten zu haben.

## Motorsport

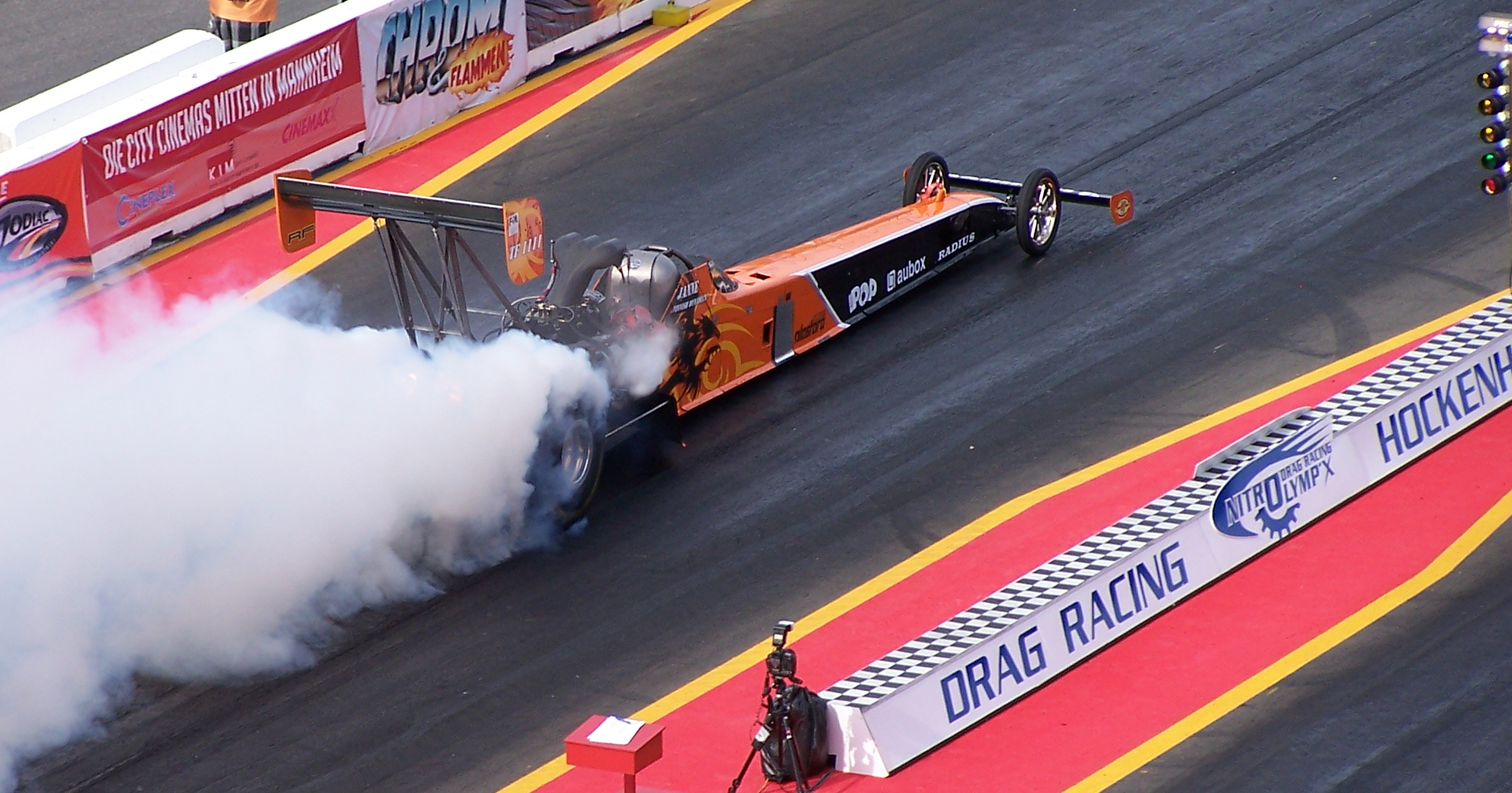
Janne Ahonen im Top-Fuel Dragster

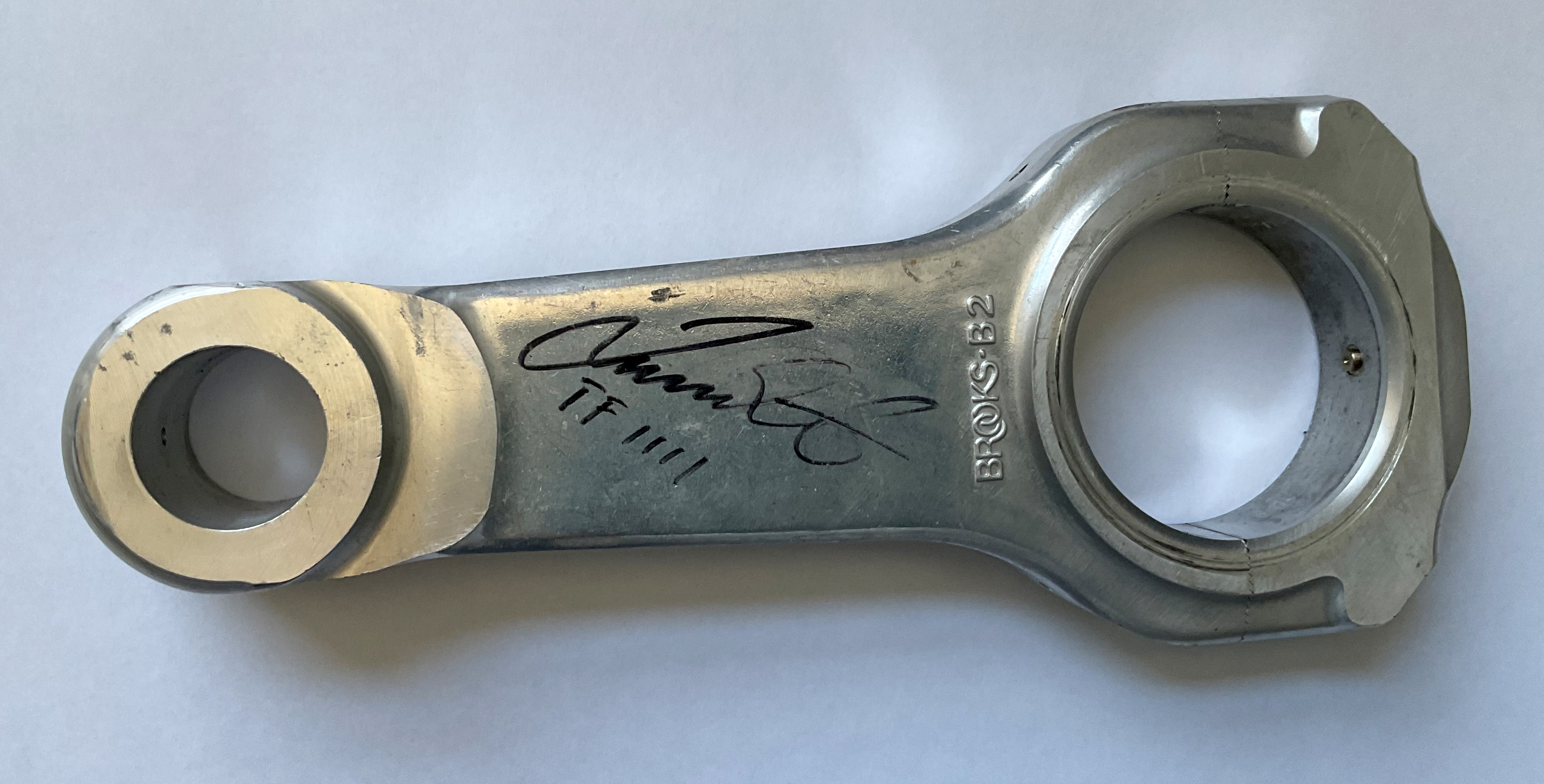
Autogramm von Janne Ahonen auf einer Pleuelstange seines Top Fuel Dragsters. (NitrOlympX / Hockenheimring 2009)

Janne Ahonen ist auch im Drag-Racing erfolgreich, von 2004 bis 2006 wurde er mit dem Eagle Racing Team Nordischer Meister in der Klasse Competition Eliminator. Von 2006 bis 2017 trat er in der FIA-Dragster-Europameisterschaft in der höchsten Kategorie Top Fuel Dragster an. Seine beste Platzierung waren die fünften Plätze in den Jahren 2010 und 2012 im Endklassement. Seine persönlichen Bestmarken (über die 1000 ft-Distanz) sind 4.044 Sekunden und 476,19 km/h.

## Erfolge

### Weltcupsiege im Einzel
| Nr. | Datum             | Ort                    | Typ           |
| --- | ----------------- | ---------------------- | ------------- |
| 01. | 19. Dezember 1993 | Engelberg              | Großschanze   |
| 02. | 1. Januar 1995    | Garmisch-Partenkirchen | Großschanze   |
| 03. | 3. Dezember 1995  | Lillehammer            | Großschanze   |
| 04. | 10. Februar 1996  | Kulm                   | Flugschanze   |
| 05. | 7. März 1998      | Lahti                  | Großschanze   |
| 06. | 6. Dezember 1998  | Chamonix               | Normalschanze |
| 07. | 19. Dezember 1998 | Harrachov              | Großschanze   |
| 08. | 20. Dezember 1998 | Harrachov              | Großschanze   |
| 09. | 9. Januar 1999    | Engelberg              | Großschanze   |
| 10. | 17. Januar 1999   | Zakopane               | Großschanze   |
| 11. | 7. Februar 1999   | Harrachov              | Großschanze   |
| 12. | 12. Dezember 1999 | Villach                | Normalschanze |
| 13. | 4. März 2000      | Lahti                  | Normalschanze |
| 14. | 21. Dezember 2002 | Engelberg              | Großschanze   |
| 15. | 4. Januar 2003    | Innsbruck              | Großschanze   |
| 16. | 10. Januar 2004   | Liberec                | Großschanze   |
| 17. | 11. Januar 2004   | Liberec                | Großschanze   |
| 18. | 14. Februar 2004  | Willingen              | Großschanze   |
| 19. | 27. November 2004 | Kuusamo                | Großschanze   |
| 20. | 28. November 2004 | Kuusamo                | Großschanze   |
| 21. | 4. Dezember 2004  | Trondheim              | Großschanze   |
| 22. | 5. Dezember 2004  | Trondheim              | Großschanze   |
| 23. | 12. Dezember 2004 | Harrachov              | Großschanze   |
| 24. | 18. Dezember 2004 | Engelberg              | Großschanze   |
| 25. | 19. Dezember 2004 | Engelberg              | Großschanze   |
| 26. | 29. Dezember 2004 | Oberstdorf             | Großschanze   |
| 27. | 1. Januar 2005    | Garmisch-Partenkirchen | Großschanze   |
| 28. | 3. Januar 2005    | Innsbruck              | Großschanze   |
| 29. | 9. Januar 2005    | Willingen              | Großschanze   |
| 30. | 22. Januar 2005   | Titisee-Neustadt       | Großschanze   |
| 31. | 29. Dezember 2005 | Oberstdorf             | Großschanze   |
| 32. | 6. Januar 2006    | Bischofshofen          | Großschanze   |
| 33. | 5. Januar 2008    | Bischofshofen          | Großschanze   |
| 34. | 6. Januar 2008    | Bischofshofen          | Großschanze   |
| 35. | 20. Januar 2008   | Harrachov              | Flugschanze   |
| 36. | 4. März 2008      | Kuopio                 | Großschanze   |

### Weltcupsiege im Team
| Nr. | Datum            | Ort       | Typ         |
| --- | ---------------- | --------- | ----------- |
| 01. | 28. Januar 1995  | Lahti     | Großschanze |
| 02. | 9. Dezember 1995 | Planica   | Großschanze |
| 03. | 23. Februar 1996 | Trondheim | Großschanze |
| 04. | 8. März 1997     | Lahti     | Großschanze |
| 05. | 25. Januar 2000  | Hakuba    | Großschanze |
| 06. | 4. März 2000     | Lahti     | Großschanze |
| 07. | 2. März 2002     | Lahti     | Großschanze |
| 08. | 23. März 2002    | Planica   | Flugschanze |
| 09. | 21. März 2003    | Planica   | Flugschanze |
| 10. | 5. Februar 2006  | Willingen | Großschanze |

### Grand-Prix-Siege im Einzel
| Nr. | Datum             | Ort        | Typ           |
| --- | ----------------- | ---------- | ------------- |
| 1.  | 9. August 2000    | Kuopio     | Großschanze   |
| 2.  | 12. August 2000   | Villach    | Normalschanze |
| 3.  | 14. August 2000   | Courchevel | Großschanze   |
| 4.  | 27. August 2000   | Hakuba     | Großschanze   |
| 5.  | 3. September 2000 | Sapporo    | Großschanze   |

### Grand-Prix-Siege im Team
| Nr. | Datum          | Ort          | Typ           |
| --- | -------------- | ------------ | ------------- |
| 1.  | 5. August 2000 | Hinterzarten | Normalschanze |

### Continental-Cup-Siege im Einzel
| Nr. | Datum         | Ort       | Typ           |
| --- | ------------- | --------- | ------------- |
| 1.  | 29. März 1998 | Rovaniemi | Normalschanze |

## Statistik

### Weltcup-Platzierungen
| Saison  | Platz | Punkte |
| ------- | ----- | ------ |
| 1992/93 | 50.   | 0005   |
| 1993/94 | 10.   | 0388   |
| 1994/95 | 03.   | 0869   |
| 1995/96 | 03.   | 1054   |
| 1996/97 | 08.   | 0734   |
| 1997/98 | 08.   | 0836   |
| 1998/99 | 02.   | 1695   |
| 1999/00 | 03.   | 1437   |
| 2000/01 | 05.   | 0686   |
| 2001/02 | 15.   | 0356   |
| 2002/03 | 04.   | 1016   |
| 2003/04 | 01.   | 1316   |
| 2004/05 | 01.   | 1715   |
| 2005/06 | 02.   | 1024   |
| 2006/07 | 08.   | 0539   |
| 2007/08 | 03.   | 1291   |
| 2009/10 | 11.   | 0494   |
| 2010/11 | 44.   | 0074   |
| 2013/14 | 31.   | 0176   |
| 2014/15 | 58.   | 0029   |
| 2016/17 | 50.   | 0024   |

### Grand-Prix-Platzierungen
| Saison | Platz | Punkte |
| ------ | ----- | ------ |
| 1994   | 12.   | 599    |
| 1995   | 05.   | 872    |
| 1996   | 05.   | 156    |
| 1998   | 04.   | 290    |
| 1999   | 03.   | 291    |
| 2000   | 01.   | 705    |
| 2001   | 16.   | 119    |
| 2002   | 03.   | 338    |
| 2003   | 18.   | 058    |
| 2004   | 29.   | 040    |
| 2005   | 25.   | 080    |
| 2006   | 31.   | 084    |
| 2007   | 26.   | 084    |
| 2013   | 19.   | 156    |
| 2015   | 74.   | 011    |

### Vierschanzentournee-Platzierungen
| Saison  | Platz | Punkte |
| ------- | ----- | ------ |
| 1992/93 | 39.   | 0417   |
| 1994/95 | 03.   | 0896   |
| 1995/96 | 06.   | 0869   |
| 1996/97 | 18.   | 0641   |
| 1997/98 | 03.   | 0907   |
| 1998/99 | 01.   | 0960,6 |
| 1999/00 | 02.   | 0963,5 |
| 2000/01 | 02.   | 0941,5 |
| 2001/02 | 26.   | 0697   |
| 2002/03 | 01.   | 0999,9 |
| 2003/04 | 05.   | 1012,6 |
| 2004/05 | 01.   | 1043,3 |
| 2005/06 | 01.   | 1081,5 |
| 2006/07 | 08.   | 0890,7 |
| 2007/08 | 01.   | 1085,8 |
| 2009/10 | 02.   | 1013,9 |
| 2010/11 | 24.   | 0668,6 |
| 2013/14 | 23.   | 0736,9 |

### Ungültiger Weltrekord
| #     | Schanze                          | Ort     | Land      | Weite   | aufgestellt am | Rekord bis |
| ----- | -------------------------------- | ------- | --------- | ------- | -------------- | ---------- |
| Sturz | Letalnica bratov Gorišek (HS215) | Planica | Slowenien | 240,0 m | 20. März 2005  | Ungültig   |

### Schanzenrekorde
| Schanze                      | Ort                      | Land        | Weite   | aufgestellt am    | Rekord bis        |
| ---------------------------- | ------------------------ | ----------- | ------- | ----------------- | ----------------- |
| Große Olympiaschanze (K107)  | Garmisch-Partenkirchen   | Deutschland | 114,0 m | 1. Januar 1995    | 1. Januar 1997    |
| Vikersundbakken (K175)       | Vikersund                | Norwegen    | 188,0 m | 19. Februar 1995  | 19. Februar 1995  |
| Kulm (K185)                  | Bad Mitterndorf/Tauplitz | Österreich  | 200,0 m | 8. Februar 1996   | 11. Februar 1996  |
| Fichtelbergschanzen          | Oberwiesenthal           | Deutschland | 99,0 m  | 15. Juni 1996     | 15. Juni 1996     |
| Čerťák (K185)                | Harrachov                | Tschechien  | 206,5 m | 13. Januar 2001   | 14. Januar 2001   |
| Ještěd „A“                   | Liberec                  | Tschechien  | 139,0 m | 11. Januar 2004   | 15. Februar 2008  |
| Gross-Titlis-Schanze (HS137) | Engelberg                | Schweiz     | 141,0 m | 18. Dezember 2004 | 20. Dezember 2015 |
| Mühlenkopfschanze (HS145)    | Willingen                | Deutschland | 152,0 m | 9. Januar 2005    | 29. Januar 2021   |
| Lysgårds-Schanze (HS138)     | Lillehammer              | Norwegen    | 137,0 m | 11. März 2005     | 2. Dezember 2005  |
| Vikersundbakken (HS207)      | Vikersund                | Norwegen    | 212,5 m | 11. Januar 2007   | 12. Januar 2007   |
| Große Olympiaschanze (HS140) | Garmisch-Partenkirchen   | Deutschland | 139,0 m | 1. Januar 2008    | 1. Januar 2008    |